# Stumpffia
Stumpffia es un género de anfibios anuros de la familia Microhylidae. Estas pequeñas ranas son endémicas de Madagascar e islas adyacentes. En 2015, Peloso y colaboradores traspasaron casi todas sus especies al género Rhombophryne al considerar que Stumpffia no era monofilético, pero al reconocerse posteriormente los géneros Mini y Anilany ese problema se resolvió.

## Lista de especies
Se reconocen las siguientes 42 especies:
- Stumpffia achillei Rakotoarison, Scherz, Glaw, Köhler, Andreone, Franzen, Glos, Hawlitschek, Jono, Mori, Ndriantsoa, Raminosoa, Riemann, Rödel, Rosa, Vieites, Crottini & Vences, 2017
- Stumpffia analamaina Klages, Glaw, Köhler, Müller, Hipsley & Vences, 2013
- Stumpffia analanjirofo  Rakotoarison, Scherz, Glaw, Köhler, Andreone, Franzen, Glos, Hawlitschek, Jono, Mori, Ndriantsoa, Raminosoa, Riemann, Rödel, Rosa, Vieites, Crottini & Vences, 2017
- Stumpffia angeluci  Rakotoarison, Scherz, Glaw, Köhler, Andreone, Franzen, Glos, Hawlitschek, Jono, Mori, Ndriantsoa, Raminosoa, Riemann, Rödel, Rosa, Vieites, Crottini & Vences, 2017
- Stumpffia be Köhler, Vences, D'Cruze & Glaw, 2010
- Stumpffia betampona  Rakotoarison, Scherz, Glaw, Köhler, Andreone, Franzen, Glos, Hawlitschek, Jono, Mori, Ndriantsoa, Raminosoa, Riemann, Rödel, Rosa, Vieites, Crottini & Vences, 2017
- Stumpffia contumelia  Rakotoarison, Scherz, Glaw, Köhler, Andreone, Franzen, Glos, Hawlitschek, Jono, Mori, Ndriantsoa, Raminosoa, Riemann, Rödel, Rosa, Vieites, Crottini & Vences, 2017
- Stumpffia davidattenboroughi  Rakotoarison, Scherz, Glaw, Köhler, Andreone, Franzen, Glos, Hawlitschek, Jono, Mori, Ndriantsoa, Raminosoa, Riemann, Rödel, Rosa, Vieites, Crottini & Vences, 2017
- Stumpffia diutissima  Rakotoarison, Scherz, Glaw, Köhler, Andreone, Franzen, Glos, Hawlitschek, Jono, Mori, Ndriantsoa, Raminosoa, Riemann, Rödel, Rosa, Vieites, Crottini & Vences, 2017
- Stumpffia dolchi  Rakotoarison, Scherz, Glaw, Köhler, Andreone, Franzen, Glos, Hawlitschek, Jono, Mori, Ndriantsoa, Raminosoa, Riemann, Rödel, Rosa, Vieites, Crottini & Vences, 2017
- Stumpffia edmondsi  Rakotoarison, Scherz, Glaw, Köhler, Andreone, Franzen, Glos, Hawlitschek, Jono, Mori, Ndriantsoa, Raminosoa, Riemann, Rödel, Rosa, Vieites, Crottini & Vences, 2017
- Stumpffia froschaueri Crottini, Rosa, Penny, Cocca, Holderied & Andreone, 2020
- Stumpffia fusca  Rakotoarison, Scherz, Glaw, Köhler, Andreone, Franzen, Glos, Hawlitschek, Jono, Mori, Ndriantsoa, Raminosoa, Riemann, Rödel, Rosa, Vieites, Crottini & Vences, 2017
- Stumpffia garraffoi  Rakotoarison, Scherz, Glaw, Köhler, Andreone, Franzen, Glos, Hawlitschek, Jono, Mori, Ndriantsoa, Raminosoa, Riemann, Rödel, Rosa, Vieites, Crottini & Vences, 2017
- Stumpffia gimmeli Glaw & Vences, 1992
- Stumpffia grandis Guibé, 1974
- Stumpffia hara Köhler, Vences, D'Cruze & Glaw, 2010
- Stumpffia huwei Rakotoarison, Scherz, Glaw, Köhler, Andreone, Franzen, Glos, Hawlitschek, Jono, Mori, Ndriantsoa, Raminosoa, Riemann, Rödel, Rosa, Vieites, Crottini & Vences, 2017
- Stumpffia iharana Rakotoarison, Scherz, Glaw, Köhler, Andreone, Franzen, Glos, Hawlitschek, Jono, Mori, Ndriantsoa, Raminosoa, Riemann, Rödel, Rosa, Vieites, Crottini & Vences, 2017
- Stumpffia jeannoeli Rakotoarison, Scherz, Glaw, Köhler, Andreone, Franzen, Glos, Hawlitschek, Jono, Mori, Ndriantsoa, Raminosoa, Riemann, Rödel, Rosa, Vieites, Crottini & Vences, 2017
- Stumpffia kibomena Glaw, Vallan, Andreone, Edmonds, Dolch & Vences, 2015
- Stumpffia larinki Rakotoarison, Scherz, Glaw, Köhler, Andreone, Franzen, Glos, Hawlitschek, Jono, Mori, Ndriantsoa, Raminosoa, Riemann, Rödel, Rosa, Vieites, Crottini & Vences, 2017
- Stumpffia madagascariensis Mocquard, 1895
- Stumpffia makira Rakotoarison, Scherz, Glaw, Köhler, Andreone, Franzen, Glos, Hawlitschek, Jono, Mori, Ndriantsoa, Raminosoa, Riemann, Rödel, Rosa, Vieites, Crottini & Vences, 2017
- Stumpffia maledicta Rakotoarison, Scherz, Glaw, Köhler, Andreone, Franzen, Glos, Hawlitschek, Jono, Mori, Ndriantsoa, Raminosoa, Riemann, Rödel, Rosa, Vieites, Crottini & Vences, 2017
- Stumpffia mamitika Rakotoarison, Scherz, Glaw, Köhler, Andreone, Franzen, Glos, Hawlitschek, Jono, Mori, Ndriantsoa, Raminosoa, Riemann, Rödel, Rosa, Vieites, Crottini & Vences, 2017
- Stumpffia megsoni Köhler, Vences, D'Cruze & Glaw, 2010
- Stumpffia meikeae Rakotoarison, Scherz, Glaw, Köhler, Andreone, Franzen, Glos, Hawlitschek, Jono, Mori, Ndriantsoa, Raminosoa, Riemann, Rödel, Rosa, Vieites, Crottini & Vences, 2017
- Stumpffia miery Ndriantsoa, Riemann, Vences, Klages, Raminosoa, Rödel & Glos, 2013
- Stumpffia miovaova Rakotoarison, Scherz, Glaw, Köhler, Andreone, Franzen, Glos, Hawlitschek, Jono, Mori, Ndriantsoa, Raminosoa, Riemann, Rödel, Rosa, Vieites, Crottini & Vences, 2017
- Stumpffia nigrorubra Rakotoarison, Scherz, Glaw, Köhler, Andreone, Franzen, Glos, Hawlitschek, Jono, Mori, Ndriantsoa, Raminosoa, Riemann, Rödel, Rosa, Vieites, Crottini & Vences, 2017
- Stumpffia obscoena Rakotoarison, Scherz, Glaw, Köhler, Andreone, Franzen, Glos, Hawlitschek, Jono, Mori, Ndriantsoa, Raminosoa, Riemann, Rödel, Rosa, Vieites, Crottini & Vences, 2017
- Stumpffia pardus Rakotoarison, Scherz, Glaw, Köhler, Andreone, Franzen, Glos, Hawlitschek, Jono, Mori, Ndriantsoa, Raminosoa, Riemann, Rödel, Rosa, Vieites, Crottini & Vences, 2017
- Stumpffia psologlossa Boettger, 1881
- Stumpffia pygmaea Vences & Glaw, 1991
- Stumpffia roseifemoralis Guibé, 1974
- Stumpffia sorata Rakotoarison, Scherz, Glaw, Köhler, Andreone, Franzen, Glos, Hawlitschek, Jono, Mori, Ndriantsoa, Raminosoa, Riemann, Rödel, Rosa, Vieites, Crottini & Vences, 2017
- Stumpffia spandei Rakotoarison, Scherz, Glaw, Köhler, Andreone, Franzen, Glos, Hawlitschek, Jono, Mori, Ndriantsoa, Raminosoa, Riemann, Rödel, Rosa, Vieites, Crottini & Vences, 2017
- Stumpffia staffordi Köhler, Vences, D'Cruze & Glaw, 2010
- Stumpffia tetradactyla Vences & Glaw, 1991
- Stumpffia tridactyla Guibé, 1975
- Stumpffia yanniki Rakotoarison, Scherz, Glaw, Köhler, Andreone, Franzen, Glos, Hawlitschek, Jono, Mori, Ndriantsoa, Raminosoa, Riemann, Rödel, Rosa, Vieites, Crottini & Vences, 2017

## Publicación original
- Boettger, 1881 : Diagnoses reptilium et batrachiorum novorum ab ill. Antonio Stumpff in insula Nossi-Bé Madagascariensi lectorum. Zoologischer Anzeiger, vol. 4, pp. 358-362.